# 443
Cette page concerne l'année 443  du calendrier julien. Pour l'année 443 av. J.-C., voir 443 av. J.-C. Pour le nombre 443, voir 443 (nombre).
L'année 443 est une année commune qui commence un vendredi.

## Événements
- 1er janvier : début du second consulat de Maxime Pétrone en Occident[1].
- Août : traité de paix entre l'empire hunnique et l’Empire d’Orient (Première paix d’Anatole)[2]. L’empereur verse 6000 livres d’or (1962 kg) pour le rachat des prisonniers et un tribut de 2100 livres d’or par an. Les Romains doivent extrader les fugitifs huns et il leur est interdit à l’avenir de les accueillir. Les Huns obtiendront, de 443 à 449, 20 700 livres d’or de l’Empire d’Orient[3]. Après la paix d’Anatole, devant l’insistance des ambassades d’Attila, les habitants de Constantinople abattent eux-mêmes les fugitifs princiers hunniques qui refusent de retourner chez eux sur l’ordre impérial, et qui menaçaient ainsi la paix[4].
  - Les habitants de la petite ville d’Asimus (Musalievo, Bulgarie), qui ont repoussé les attaques d’Attila, refusent de rendre les prisonniers Huns qu’ils ont fait et de payer la rançon des captifs romains qu’ils ont libérés, malgré l’intervention d’Anatole. Ils répondent qu’ils ont déjà libéré les captifs romains et tué les Huns, sauf deux, qu’ils rendraient en échange de deux garçons d’Asimus capturés par les Huns. Attila, qui menace de ne pas signer la paix tant qu’Asimus n’est pas châtiée, doit reculer (on cherche en vain les deux garçons) et céder quand ceux d’Asimus ont libéré les deux Huns[5].

- Raid des Tabghatch contre les Ruanruan[6].
- Sédentarisation des Burgondes, selon la Chronica Gallica de 452. Ils commencent à quitter le Rhin moyen et se voient proposer une terre impériale dans la région de Genève par Aetius. Ils s'installent en Sapaudia, territoire situé entre les Alpes et le Jura et deviennent fédérés de Rome par traité spécial, servant dans l'armée romaine[7]. Ils forment ainsi obstacle aux attaques des Alamans sur la vallée du Rhône.
- Victoire des armées romaines dirigées par Asturius et Mérobaudes sur les Bagaudes à Aracelli, chez les Vascons de Tarraconaise[8].

## Décès en 443
- Zong Bing, peintre chinois, théoricien de la peinture de paysage (né en 375).